# Wilson Constantino Novo Estrela
Wilson Constantino Novo Estrela (Luanda, 13 de março de 1969) é um ex-futebolista e treinador de futebol angolano.
Seus irmãos, Walter e Wagner, também seguiram a carreira futebolística - o primeiro chegou a jogar pela Seleção Angolana juntamente com Wilson, enquanto Wagner teve uma carreira de menor destaque.

## Carreira
De origem portuguesa, Wilson começou a sua carreira no Caldas, em 1988. Actuou ainda por Olhanense, O Elvas, mas se destacou com as camisas de Gil Vicente e Belenenses, somando 310 partidas pelas duas equipas.
Wilson ainda chegou a jogar por Ovarense e Alcobaça até 2009, quando, aos 40 anos de idade, aposentou-se como jogador, no Rio Maior.
Actualmente, é treinador do Nazarenos, equipa filiada à Associação de Futebol de Leiria.

## Seleção
Wilson jogou pela Seleção Angolana entre 1988 e 2001, disputando apenas quatro partidas. No jogo entre Angola e Portugal, em novembro de 2001, foi um dos 4 jogadores expulsos (os outros foram Yamba Asha, Franklin e Neto) - com a lesão de Hélder Vicente, quando Portugal vencia a partida por 5 a 1, o jogo foi encerrado aos 70 minutos do segundo tempo.

## Links
- Wilson em National-Football-Teams.com